# Elatostema palustre
Elatostema palustre är en nässelväxtart som beskrevs av Albert Charles Smith. Elatostema palustre ingår i släktet Elatostema och familjen nässelväxter. Inga underarter finns listade i Catalogue of Life.